# ديفيد غوغينز
ديفيد غوغينز (مواليد 17 فبراير 1975) هو جندي أمريكي متقاعد خدم في البحرية الأمريكية. وهو أيضًا عداء في السباقات طويلة المسافة، راكب دراجات لمسافات طويلة، رياضي ثلاثي، متحدث عام، ومؤلف لكتابين سيرة ذاتية، وتم إدراجه في قاعة مشاهير الرياضة الدولية لإنجازاته في الرياضة. حصل غوغينز أيضًا على جائزة «قدامى المحاربين في الحروب الخارجية» الامريكية في عام 2018، لخدمته في القوات المسلحة الأمريكية. قام غوغينز أيضًا بنشر كتاب من أكثر الكتب مبيعًا في نيويورك تايمز بعنوان لا يمكنك أن تؤذيني: سيطر على عقلك وتحدى الصعاب.